# 딱새
딱새(Daurian redstart, 울음소리 (도움말·정보))는 참새목 솔딱새과의 한 종으로, 한국에서는 텃새이다. 대한민국에서 흔히 볼 수 있는 텃새이며, 번식기는 여름이지만, 겨울에는 사람들이 다니는 인근 공원에서도 쉽게 볼 수 있다.

## 생김새
생김새는 수컷은 얼굴, 날개가 검은색이고, 머리 위는 회색이다. 날개에 흰 부분이 있고, 가슴부터 꼬리까지 갈색을 띤다. 암컷은 윗부분은 갈색이고, 아랫부분은 옅은 갈색을 띤다. 암컷도 날개에 흰 부분이 있다.
참새보다 조금 커서 몸길이가 약 14cm에 무게는 성체 기준 11~20g이다. 배는 크림색이며, 연한 오렌지빛 갈색을 띤다.
딱새속 생물들과 마찬가지로 성적 이형성을 띈다.

## 생태
주로 가을과 겨울에 정원·밭·인가 근처에서 볼 수 있으며, 곤충류를 잡아먹는 유익한 새이다. 대개 혼자 생활하며, 높은 곳에서 한곳을 응시하다 빠르게 내려와 먹이를 잡는다. 관목에 앉아 머리를 숙이고 꼬리를 아래위로 까딱까딱 흔들면서 운다. 나무 구멍, 쓰러진 나무 밑, 바위 틈에 이끼류, 나무껍질 등으로 밥그릇 모양의 둥지를 짓는다. 암컷은 5-7개의 알을 낳으며, 알은 흰색과 청색에 적갈색 반점이 있다.

## 분포
몽골 동쪽에서부터 히말라야산맥에 이르기까지 동아시아에 매우 흔한 새이자, 철새의 하나이다. 대한민국·중국·몽고·일본 등지에서 서식한다.